# Hypoplectrus randallorum
O hamlet-canela (Hypoplectrus randallorum), é uma espécie de peixe tropical nativa do Oceano Atlântico Ocidental, sendo muito procurada por aquaristas. A espécie foi descrita em 2011 pelo ictiólogo americano Phillip S. Lobel, que coletou os primeiros exemplares da espécie na costa de Belize. O epíteto randallorum, vêm de uma homenagem ao ictiólogo americano John Ernest Randall (22 de maio de 1924 –  26 de abril de 2020). Randall acreditava que o táxon de Belize se tratava de uma nova espécie dês de 1960, com suas publicações sobre taxônomia de peixes recifais na época. O nome ''canela'', vêm de sua coloração amarronzada amarelada, que lembra a canela em pó.
O hamlet-canela é nativo de recifes de corais do Atlântico Ocidental, sendo encontrado na costa de Belize, em toda Barreira de Coral Mesoamericana, para o Mar do Caribe, no sul da Flórida e possivelmente na costa do México.